# Bureau d'Enquêtes et d'Analyses pour la sécurité de l'aviation civile
Il Bureau d'Enquêtes et d'Analyses pour la sécurité de l'aviation civile (o "BEA", in italiano "Ufficio di inchiesta e di analisi per la sicurezza dell'aviazione civile") è una agenzia governativa francese, che indaga ed emette raccomandazioni di sicurezza in merito agli incidenti aerei. La sua sede è presso l'aeroporto di Parigi-Le Bourget, dispone di 120 dipendenti, di cui 30 investigatori e 12 assistenti
ed opera sotto l'autorità del Ministero francese dell'ecologia, dello sviluppo sostenibile, dei trasporti e dell'edilizia.
Il BEA fu creato nel 1946 ed opera sotto gli articoli R711-1 e seguenti,
L711-1 e seguenti
del Codice dell'aviazione civile francese.
Seguendo la regolamentazione internazionale, il BEA è l'organo competente per tutti gli incidenti aerei verificatisi in territorio francese o nel suo spazio aereo, così come per gli incidenti occorsi ad aeromobili francesi che si verifichino nello spazio aereo internazionale o in quello di Paesi nei quali, per motivi diversi, le autorità locali non siano in grado di compiere un'indagine. Su richiesta, i tecnici del BEA possono anche intervenire in aiuto di autorità investigative straniere.